# Dorpsstraat

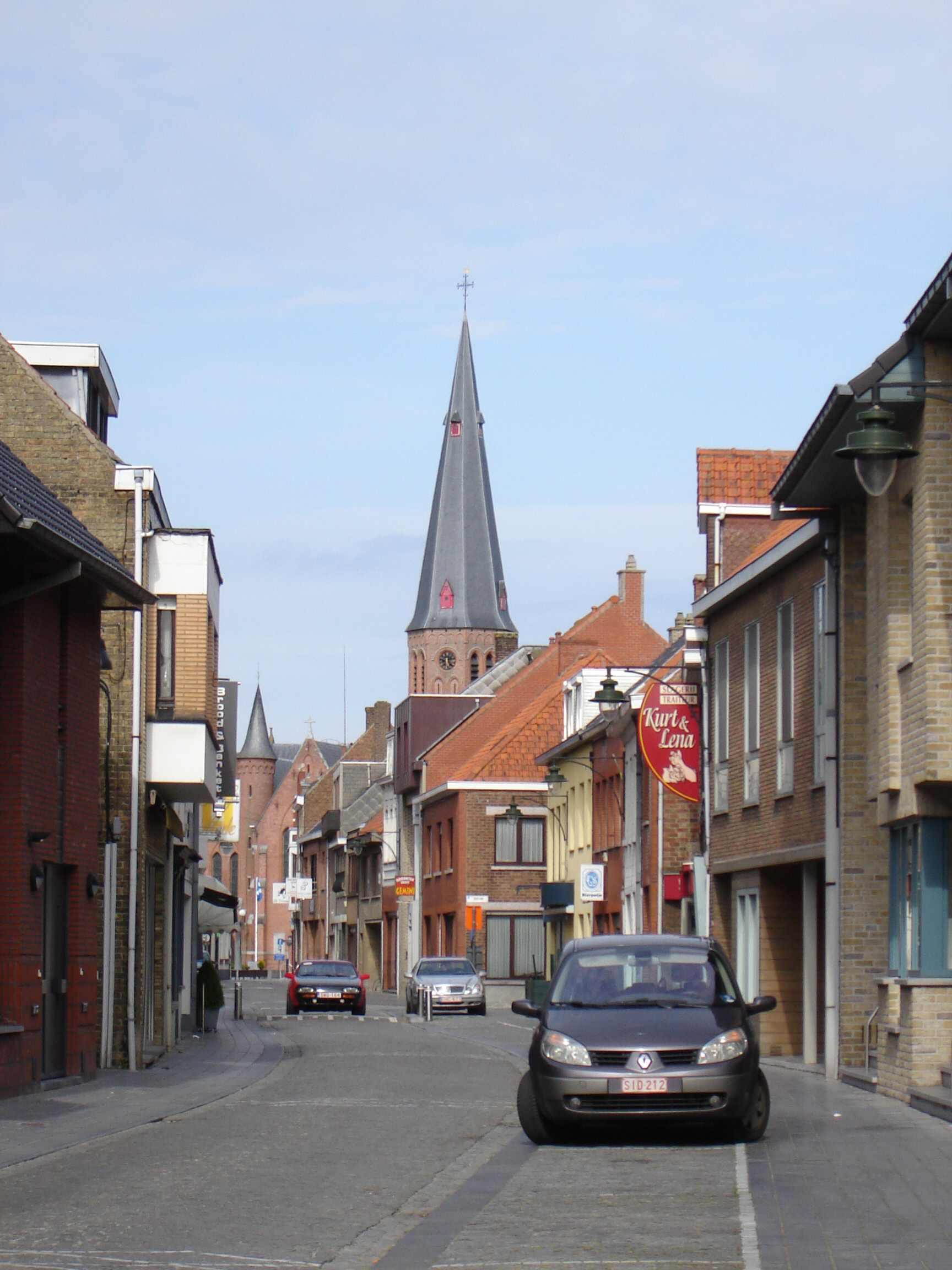
De Dorpsstraat in Koekelare

Met de dorpsstraat wordt de vanouds belangrijkste doorgaande weg in een dorp aangeduid. In en rond de dorpsstraat is meestal de grootste concentratie van winkels en horecagelegenheden die er in het dorp te vinden is gesitueerd, alsmede openbare voorzieningen en kerken.
Dorpsstraat (soms ook wel gespeld als: Dorpstraat) is ook de individuele naam van veel straten in het Nederlands taalgebied. De langste straat genaamd Dorpsstraat in Nederland is in Assendelft, Noord-Holland, met een lengte van 7,2 kilometer.

## Monopoly
In de Nederlandse versie van het bordspel Monopoly is de Dorpsstraat (in "Het Dorp" of "Ons Dorp") het eerste vakje na Start. Het is de goedkoopste straat in het spel.